# Política XXI (partido político)
Política XXI (PXXI) fue un partido político portugués de ideología socialista. Fue fundado por antiguos militantes del Partido Comunista Portugués y del Movimiento Democrático Portugués. Sus miembros procedían mayoritariamente de la Plataforma de Esquerda, grupo disidente del PCP. Cuando la Plataforma firmó un acuerdo electoral a nivel municipal con el Partido Socialista, el ala izquierda del movimiento, dirigida por Miguel Portas, Paulo Varela Gomes y otros, abandonaron la dirección y se fusionaron con el sector del MDP reacio a seguir colaborando con los comunistas, formando Política XXI. Como tal concurrieron a las Elecciones Europeas de 1994, con Ivan Nunes como cabeza de lista, obteniendo tan sólo 12.402 votos (0,41%). 
En 1998, PXXI se unió al Partido Socialista Revolucionario y a la Unión Democrática Popular para formar el Bloque de Izquierda. Dentro de esta nueva coalición, renunció a su papel de partido político para pasar a ser una asociación política, llamada Fórum Manifesto. La asociación edita la revista Manifesto, a la venta en algunas librerías del país y en las sedes del Bloco. 
En su campo político, el Fórum Manifesto se inclina por la izquierda no marxista y en el ámbito de la socialdemocracia de izquierda. Considera superados los clásicos de Karl Marx y Lenin, refutándolos con nuevos teóricos, filósofos, sociólogos, etc. que valoran el carácter científico del conocimiento. En constante debate, el inconformismo, la duda, la capacidad de superación de los errores que se cometieron en el pasado, forman sus claves para sobrepasar el dogmatismo y las ortodoxias de la historia del comunismo.
- Datos: Q1352945